# Корнель Моравецький
Корнель Анджей Моравецький (пол. Kornel Andrzej Morawiecki; 3 травня 1941 — 30 вересня 2019, Варшава) — польський політик і державний діяч; в роки комуністичної диктатури — дисидент, активіст антикомуністичної опозиції у ПНР. Засновник лідер радикального руху Solidarność Walcząca. Представник непримиренного крила польської опозиції. Кандидат у президенти Польщі на виборах 2010. Викладач Вроцлавського політехнічного університету, доктор фізичних наук.
Корнель Моравецький активний не тільки у польській, а й у східноєвропейській політиці. Ще наприкінці 80-х у Solidarność Walcząca був створений «Департамент Схід», який організував обмін досвідом з антикомуністичними структурами Чехословаччини, України, Молдови, Литви, Латвії, Естонії, Грузії, Вірменії, Азербайджану, Казахстану. Моравецький виступав на підтримку білоруської опозиції, кримськотатарського руху, Євромайдану. При цьому у Косовському конфлікті він прийняв сербську сторону, засудив незалежність Республіки Косово.
Помер 30 вересня 2019 року у Варшаві.